# Дебит
Не путать с дебетом в экономике.
Деби́т (фр. debit — сбыт, расход) — объём жидкости (воды, нефти) или газа, стабильно поступающий из некоторого естественного или искусственного источника в единицу времени. Дебит является интегральной характеристикой источника (буровой скважины, трубы, колодца и т. п.), определяющей его способность генерировать продукт, при заданном режиме эксплуатации, зависящей от его связей с прилегающими нефте-, газо- или водоносными слоями, истощения этих слоёв, а также сезонных колебаний (для грунтовых вод).
Дебит жидкости выражается в л/с или м³/с, м³/ч, м³/сут; газа — в м³/сут.
Деби́т сква́жины — объём продукции, добываемой из скважины за единицу времени (секунду, сутки, час и др.). Может характеризовать добычу нефти, газа, газоконденсата, воды.
- Дебит нефтяных скважин измеряется в кубических метрах либо тоннах в единицу времени (м³/час, м³/сутки).
- Дебит газовых скважин измеряется в тысячах кубических метров в единицу времени (тыс. м³/час, тыс. м³/сутки).
- Дебит газоконденсатных скважин измеряется в тоннах в единицу времени (тонн/час, тонн/сутки).
- Дебит водных скважин измеряется в кубических метрах в единицу времени (м³/с, м³/час, м³/сутки).

Используются понятия:
- дебит конкретной скважины;
- средний дебит скважины (рассчитывается как суточная добыча группы скважин (месторождения, объекта разработки) по отношению к количеству добывающих скважин).